# جايسون كولمان
جايسون كولمان (بالإنجليزية: Jason Coleman)‏ (21 أغسطس 1974 في أستراليا - ) هو لاعب كريكت أسترالي. لعب مع Cambridgeshire County Cricket Club ‏.

## وصلات خارجية
- جايسون كولمان على موقع إي آس بي آن كريك إنفو (الإنجليزية)